# 石头河子站
石头河子站，原名亮子岭站（Реко-Ридж）。位于黑龙江省尚志市亚布力镇石头河子乡，邮政编码150637。建于1901年。离哈尔滨站226公里，离绥芬河站319公里，隶属牡丹江铁路局管辖。现为三等站。客运：办理旅客乘降；行李、包裹托运。货运：办理整车、零担货物发到。